# Johannes Klein
Johannes Frederik Klein (født 23. marts 1854 i Kerteminde ; død 19. juni 1928 i Hillerød) var en dansk maler, teatermaler og amatørfotograf.
Klein blev 1873 murersvend og studerede på C.V. Nielsens tegneskole og på Kunstakadademet i et par omgange i løbet af 1870'erne.
Som maler skildrede han som ung Kerteminde og egnen deromkring.
1892-93 uddannede han sig til teatermaler i Berlin og fik ved hjemkomsten ansættelse som dekorationsmaler ved Det Kongelige Teater ca. 1893-1920.
Som ledsager for Daniel Bruun bidrog han med tegninger og fotografier fra rejser til Færøerne og Island hvoraf noget indgik i Verdensudstillingen i Paris 1900.
Senere i livet arbejdede han med plastiske modeller af historiske monumenter.
| - Udvalg af Kleins fotografier fra rejse til Færøerne som Daniel Bruuns ledsager - Færøsk kvinde, 1898 - Kvindefestdragt - Røgstue i Skibenæs - Cilles hus i Midvåg - Kvinder skurer fisk i et muret bassin ved havnen i Vestmanna. 1898 - Salg af fisk i Viderejde. 1898. Fisken transporteres i rygkurve, 'leypar' - Overlærer Louis Bergh (no) og ledsager, der bærer rygkurven − Hvilepause under fjeldvandring |